# Atropos

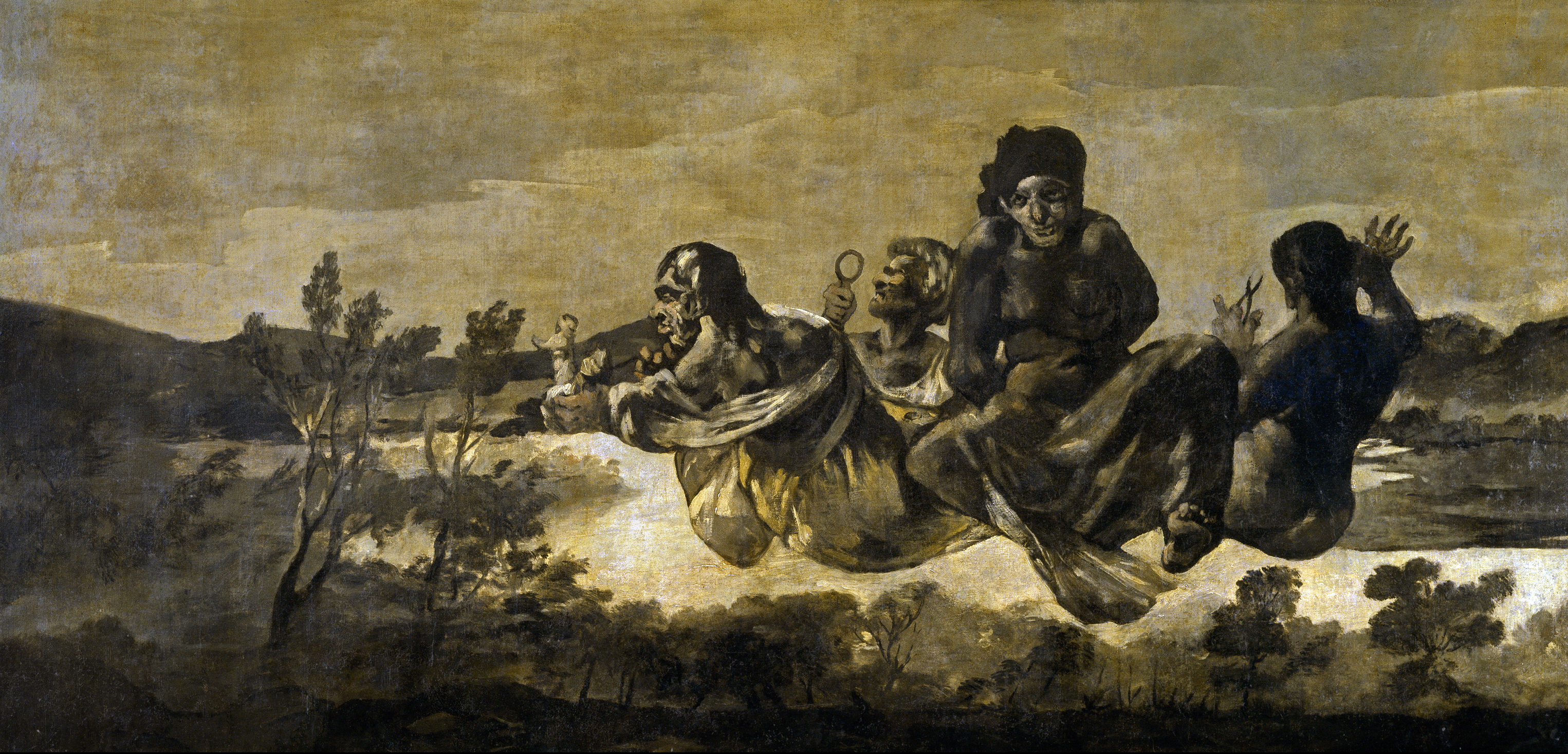
Las Parcas, O Atropos, Francisco Goya

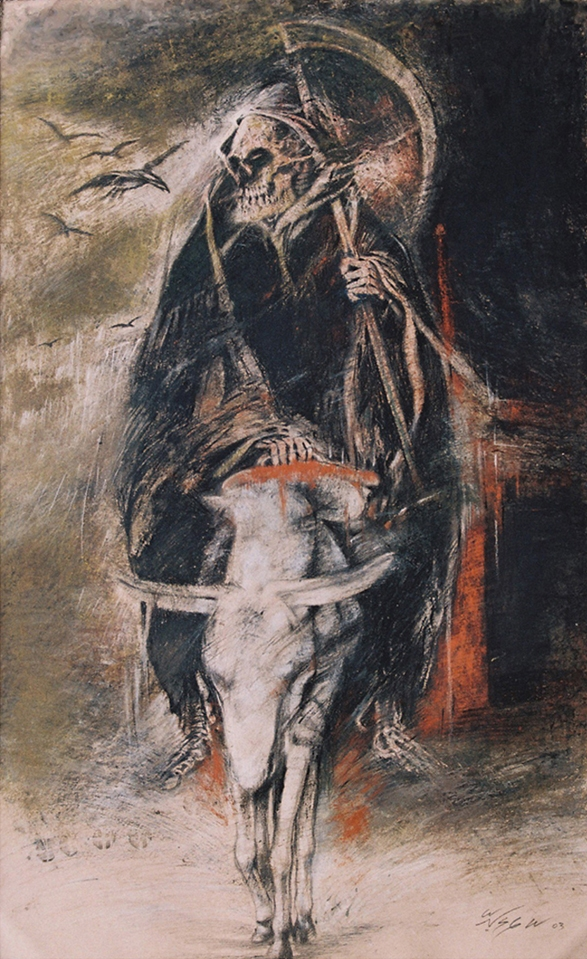
La Parca, Antonio García Vega

Atropos (Oudgrieks: Ἄτροπος) of de Onafwendbare is de oudste van de Schikgodinnen. Zij knipte de levensdraad van de persoon door wanneer diens tijd om was. Ze werkte samen met Klotho, die de draad spon, en Lachesis, die de lengte van de draad bepaalde.
Hun oorsprong is onzeker. Vele teksten hebben het over drie dochters van Zeus en de titane Themis, hoewel Hesiodus hen in zijn werk de dochters van Nyx (godin van de nacht) noemde. Ook wordt de godin met Aisa of Aesa aangeduid.
De Romeinse tegenhanger was Morta.
Het attribuut van Atropos is een schaar. Naar deze godin is ook een geslacht planten genoemd in de Nachtschadefamilie: Atropa. De meeste zijn vrij giftig, vandaar ook de naamkeuze.